# Aleksander Berkenheim

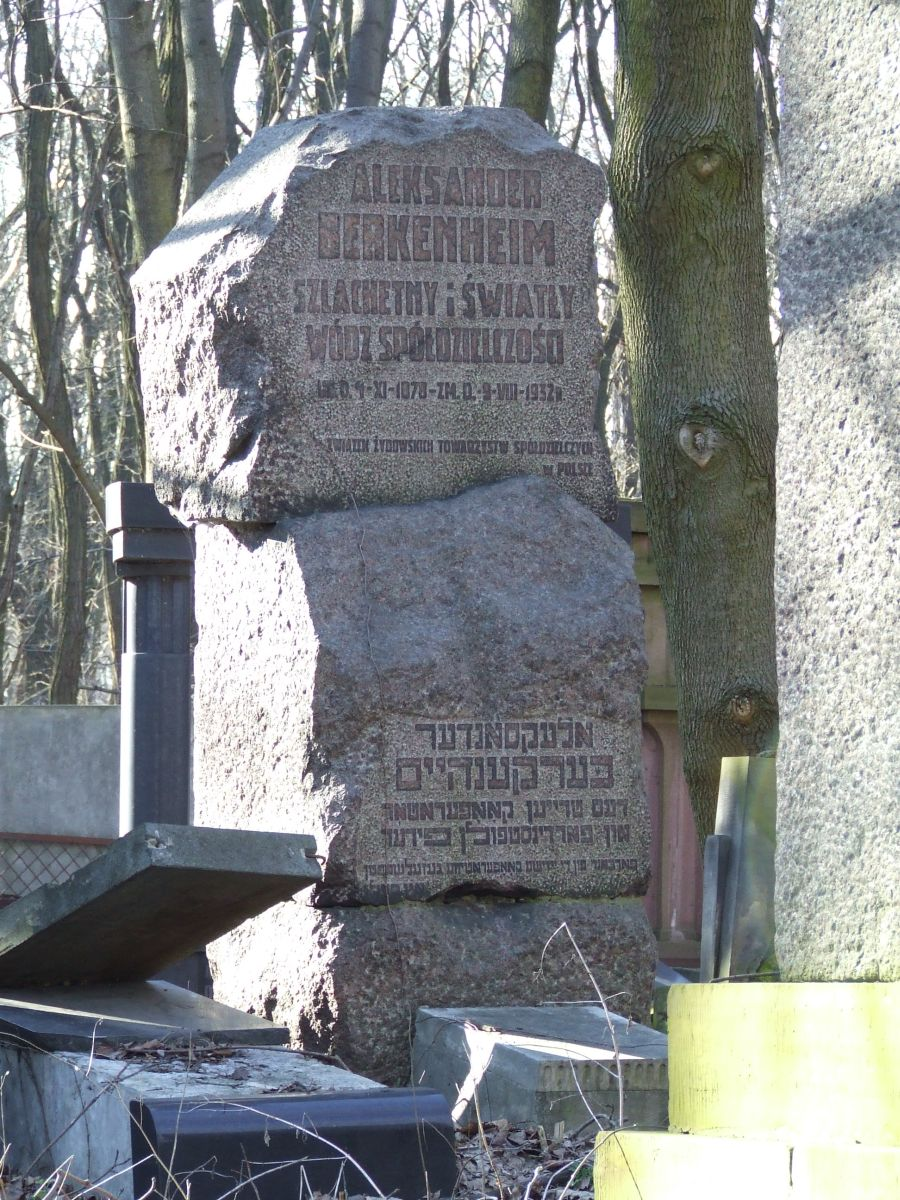
Grób Aleksandra Berkenheima na cmentarzu żydowskim w Warszawie

Aleksander Berkenheim (ur. 4 listopada 1878, zm. 9 sierpnia 1932 w Warszawie) – rosyjski i polski działacz spółdzielczy i samorządowiec żydowskiego pochodzenia.
Urodził się prawdopodobnie w Rosji. Tam spędził większość swego życia. Był zaangażowany w ruchu spółdzielczym. Po triumfie rewolucji lutowej został wybrany wiceprezydentem Moskwy. Z ramienia Rządu Tymczasowego Aleksandra Kiereńskiego negocjował z premierami Wielkiej Brytanii i Francji – Davidem Lloydem George'em i Georges'em Clemenceau. Po zwycięstwie bolszewików wyjechał do Polski. Organizował żydowski ruch spółdzielczy. Stanął na czele Związku Żydowskich Towarzystw Spółdzielczych.
Jest pochowany na cmentarzu żydowskim przy ulicy Okopowej w Warszawie (kwatera 31, rząd 3). Jego nagrobek jest dziełem rzeźbiarza Abrahama Ostrzegi.